# Gerhard Mayer (Leichtathlet)

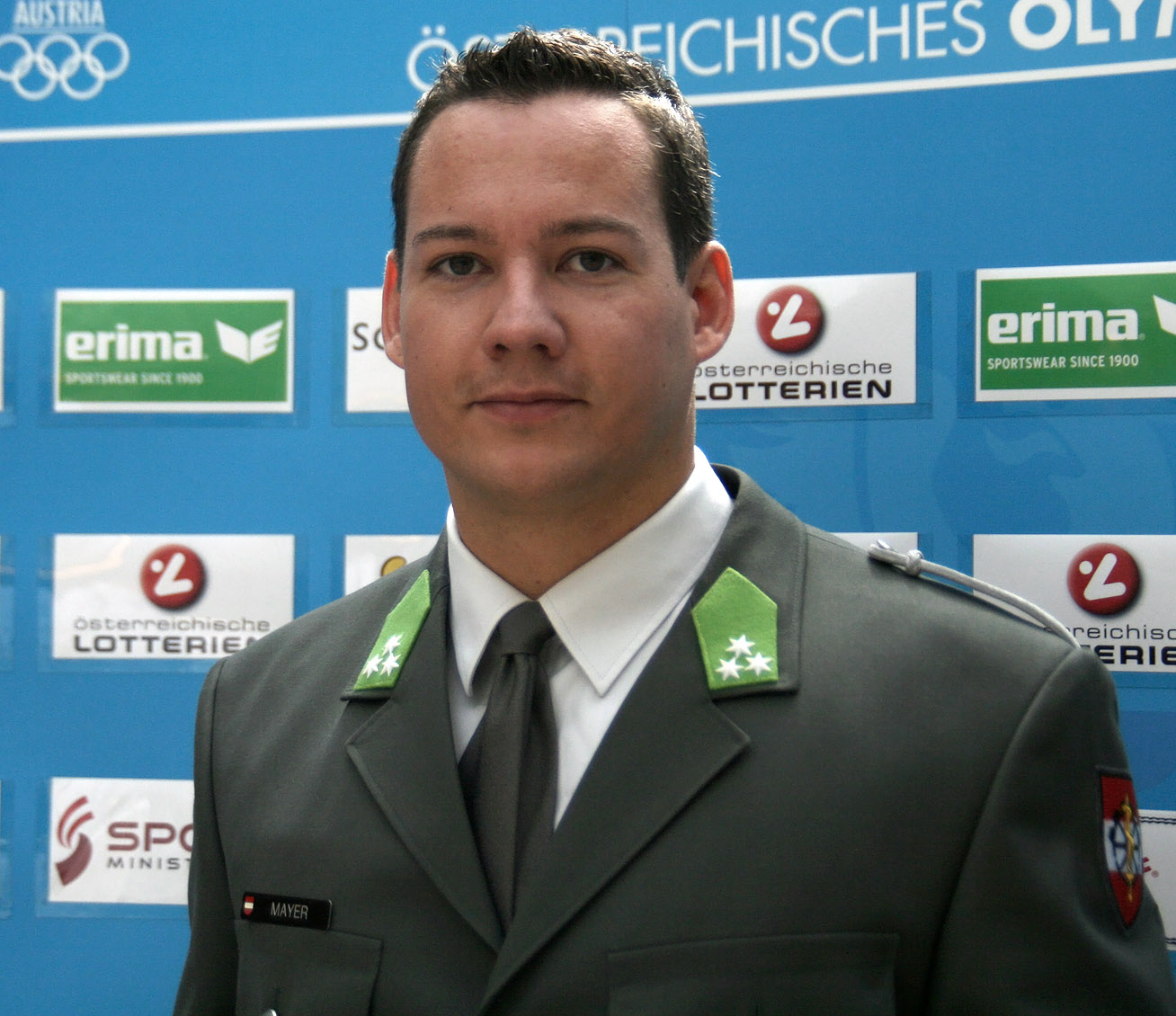
Gerhard Mayer (2012)

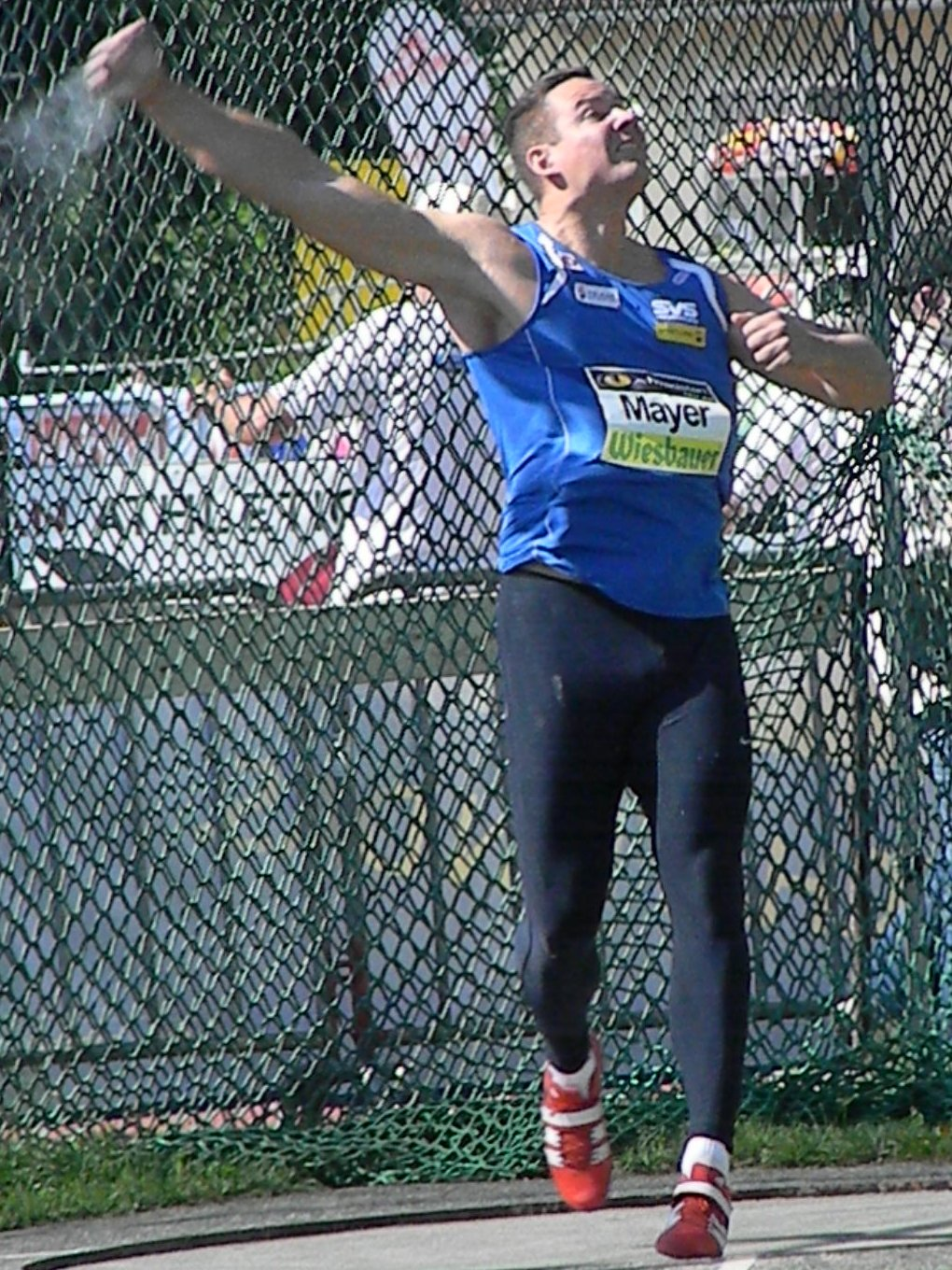
Gerhard Mayer 2012 beim Liese-Prokop-Memorial

Gerhard Mayer (* 20. Mai 1980 in Wien) ist ein ehemaliger österreichischer Diskuswerfer, der 2007 bei der Universiade gewann.
Mayer startet für den SV Schwechat. Er wurde von 2001 bis 2014 vierzehnmal in Folge österreichischer Staatsmeister im Diskuswurf. Bei den Europameisterschaften 2006 in Göteborg belegte er den 15. Platz. 2007 gewann er in Bangkok bei der Universiade mit 61,55 m. Seine Bestweite stand 2005 bei 62,85 m. Dieser Weite kam er 2008 bei den Halleschen Werfertagen mit 62,67 m und in Zeulenroda mit 62,75 m recht nahe. Mit diesen Würfen qualifizierte er sich für die Olympischen Spiele in Peking, wo er als Achter seiner Qualifikationsgruppe nicht den Einzug in das Finale schaffte.
Am 5. Mai 2009 verbesserte er seine Bestweite in Chula Vista auf 64,16 m. Bei den darauffolgenden Weltmeisterschaften in Berlin belegte er mit 63,17 m den achten Rang im Finale. Seit dem 10. Juni 2010 steht seine Bestweite bei 65,24 m, geworfen in Rom. Gerhard Mayer ist qualifiziert und durch den Österreichischen Leichtathletik-Verband aufgestellt für die Europameisterschaften 2012 in Helsinki, schon aus dem Vorjahr ist er für die Olympischen Spiele 2012 in London qualifiziert und durch das Österreichische Olympische Komitee fix nominiert. Bei seiner 3. EM-Teilnahme gelang ihm erstmals der Finaleinzug, wo er mit 62,85 m den 8. Endrang belegte. In London lief es für Mayer weniger gut: Mit 60,81 m blieb er als 24. der Qualifikation deutlich unter seinen Erwartungen.
Am 5. Mai 2015 warf Mayer in Schwechat – nach winters in der Halle durchgehendem Training und günstigem Wind – 67,20 m. Damit überbot er seine letzte Bestleistung um fast zwei Meter, erreichte damit das Limit von 66,00 m für die Olympiade Rio 2016 und das für die Weltmeisterschaften 2015.
Gerhard Mayer hatte bei einer Körpergröße von 1,91 m ein Wettkampfgewicht von 105 kg. Sein Trainer war der Speerwerfer Gregor Högler.
2015 betreute Gerhard Mayer als Sporttherapeut Freizeit- und Profisportler mit einem ganzheitlichen Konzept, bestehend aus Sporttherapie, Sportmassage, Krafttraining und individueller Leistungsentwicklung.